# 제607항공정보대대
제607항공정보대대(영어: 607th Air Intelligence Squadron (607 AIS))는 경기도 평택시 오산 공군기지에 있었던 미국 공군의 군사첩보대대였다. 표어는 "The Tiger Never Sleeps→호랑이는 잠들지 않는다".

## 임무
대한민국 공군의 제37전술정보전대과 협력하여, 정찰기로 수집하고 검증 및 가공된 정보를 제7공군과 한미연합군사령부, 항공구성군사령부에 제공하였다.

## 역사

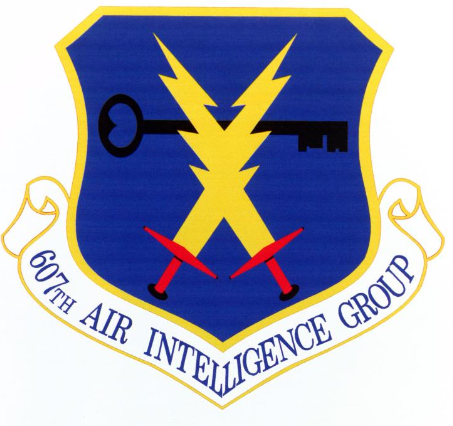
제607항공정보전대의 방패 문장

대대는 1993년 10월 1일에 제7항공작전전대 예하 제7항공정보대대로 창설되었다. 이듬해 1994년 12월 15일에 제7공군이 재편성되어 제607항공정보전대(607 AIG)가 창설되었고, 607로 서수가 바뀌고 제303정보대대와 함께 607th AIG로 전속하였다.
2008년 4월 7일, 제607항공정보전대와 함께 대대는 해산하고 인원과 자산은 모두 제694정보전대로 넘어갔다.

## 산하 조직
- Analysis Flight→분석중대
- Operations Flight→운용중대
- Imagery Flight→영상중대
- Readiness Flight→대응중대
- Target Development Flight→표적개발중대
- Systems Flight→체계중대
- Special Security Flight→특별보안중대

## 참고

### 인용
1. ↑  Lt. Col. Rene White (2008년 4월 7일). “607th Air Intelligence Group inactivates as it transitions to 694th Intelligence Group” (영어). 7th Air Force Public Affairs. 2020년 9월 1일에 확인함.

### 자료
- “607th AIR INTELLIGENCE SQUADRON” (PDF). 《usafunithistory.com》 (영어). 2020년 9월 1일에 확인함.